# Marie Luisa Neapolsko-Sicilská (1855–1874)
Marie Luisa Neapolsko-Sicilská (Maria Luisa Immacolata di Borbone, Principessa di Borbone delle Due Sicilie; 21. ledna 1855, Neapol – 23. srpna 1874, Pau) byla nejmladší dcerou krále Ferdinanda II. Neapolsko-Sicilského a jeho manželky arcivévodkyně Marie Terezie Izabely Rakouské. Byla známá svou zbožností a milosrdenstvím k chudým.

## Mládí
Marie Luisa se narodila na zámku Caserta. Byla pokřtěna jako Marie Luisa Imakuláta; její kmotrou byla princezna Marie Luisa Šarlota Bourbonsko-Parmská. Otec zemřel, když jí byly čtyři roky a tak vyrůstala především pod vlivem a péčí matky.
V roce 1860 byl její nevlastní bratr král František II. Neapolsko-Sicilský poražen Expedicí tisíce a rodina musela prchnout do Říma, kde na pozvání papeže Pia IX. krátce pobývala v Kvirinálském paláci. Matka si pronajala Palazzo Nipoti v Římě a tam Marie Luisa žila následujících sedm let.
Již jako dítě byla Marie Luisa proslulá svou zbožností. Obzvláště se věnovala svým patronům, Neposkvrněnému Srdci Panny Marie a Aloisi Gonzagovi. Dne 24. prosince 1865 měla Marie Luisa své první svaté přijímání v kapli Papežské univerzity Gregoriana, kde sliboval svatý Alois.
V létě 1867 byla Marie Luisa s rodinou na dovolené v Albano Laziale, kde vypukla cholera. Matka zemřela 8. srpna, následována 13. srpna Mariiným nejmladším bratrem Gennarem.
Po matčině smrti se sourozenci odstěhovali paláce Farnese, kde sídlil jejich nevlastní bratr František II. Marie Luisa se učila italsky, francouzsky a německy a stala se schopnou umělkyní s olejem a akvarelem.
V říjnu 1867 byl Řím napaden Giuseppem Garibaldim. Marie Luisa se sestrou Marií Piou našly až do papežova vítězství v bitvě u Mentany útočiště v Apoštolském paláci ve Vatikánu.
V roce 1870 byl Řím znovu napaden vojsky italského krále. Marie Luisa s Marií Piou prchly do Bolzana a poté do Cannes ve Francii.

## Manželství
V Cannes se Marie Luisa 25. listopadu 1873 provdala za prince Jindřicha Bourbonsko-Parmského, hraběte z Bardi, syna vévody Karla III. Parmského a jeho manželky Luisy Marie Terezie z Artois. Za Jindřichova staršího bratra Roberta se v roce 1869 provdala Mariina sestra Marie Pia.
Po svatbě odjela Marie Luisa s Jindřichem na svatební cestu do Egypta. Tam Marie Luisa onemocněla horečkou. Pár se rozhodl vrátit domů a 30. března 1874 se vylodil v Marseille.

## Úmrtí
Bylo rozhodnuto, že odjedou do města Cauterets, kde byly sirné lázně. Po cestě se zastavili ve Svatyni Panny Marie Lurdské, kde byla dvakrát ponořena do vody. Lékaři rozhodli, že je její případ beznadějný a na konci července bylo rozhodnuto ji přesunout do Pau. Tam 23. srpna zemřela. Pohřbena byla v kapli Villy Borbone u Viareggia.

## Tituly a oslovení
- 21. ledna 1855 – 25. listopadu 1873: Její královská Výsost princezna Marie Luisa Neapolsko-Sicilská
- 25. listopadu 1873 – 23. srpna 1874: Její královská Výsost hraběnka z Bardi

## Vývod z předků
|                                |                                     |  |                               |                                    |  |  |  |  |  |  |  | Karel III. Španělský |
|                                |                                     |  |                               |                                    |  |  |  |  |  |  |  |                      |
|                                | Ferdinand I. Neapolsko-Sicilský     |  |                               |                                    |  |  |  |  |  |  |  |                      |
|                                |                                     |  |                               |                                    |  |  |  |  |  |  |  |                      |
|                                |                                     |  |                               | Marie Amálie Saská                 |  |  |  |  |  |  |  |                      |
|                                |                                     |  |                               |                                    |  |  |  |  |  |  |  |                      |
|                                | František I. Neapolsko-Sicilský     |  |                               |                                    |  |  |  |  |  |  |  |                      |
|                                |                                     |  |                               |                                    |  |  |  |  |  |  |  |                      |
|                                |                                     |  |                               | František I. Štěpán Lotrinský      |  |  |  |  |  |  |  |                      |
|                                |                                     |  |                               |                                    |  |  |  |  |  |  |  |                      |
|                                | Marie Karolína Habsbursko-Lotrinská |  |                               |                                    |  |  |  |  |  |  |  |                      |
|                                |                                     |  |                               |                                    |  |  |  |  |  |  |  |                      |
|                                |                                     |  |                               | Marie Terezie                      |  |  |  |  |  |  |  |                      |
|                                |                                     |  |                               |                                    |  |  |  |  |  |  |  |                      |
|                                | Ferdinand II. Neapolsko-Sicilský    |  |                               |                                    |  |  |  |  |  |  |  |                      |
|                                |                                     |  |                               |                                    |  |  |  |  |  |  |  |                      |
|                                |                                     |  |                               | Karel III. Španělský               |  |  |  |  |  |  |  |                      |
|                                |                                     |  |                               |                                    |  |  |  |  |  |  |  |                      |
|                                | Karel IV. Španělský                 |  |                               |                                    |  |  |  |  |  |  |  |                      |
|                                |                                     |  |                               |                                    |  |  |  |  |  |  |  |                      |
|                                |                                     |  |                               | Marie Amálie Saská                 |  |  |  |  |  |  |  |                      |
|                                |                                     |  |                               |                                    |  |  |  |  |  |  |  |                      |
|                                | Marie Isabela Španělská             |  |                               |                                    |  |  |  |  |  |  |  |                      |
|                                |                                     |  |                               |                                    |  |  |  |  |  |  |  |                      |
|                                |                                     |  |                               | Filip Parmský                      |  |  |  |  |  |  |  |                      |
|                                |                                     |  |                               |                                    |  |  |  |  |  |  |  |                      |
|                                | Marie Luisa Parmská                 |  |                               |                                    |  |  |  |  |  |  |  |                      |
|                                |                                     |  |                               |                                    |  |  |  |  |  |  |  |                      |
|                                |                                     |  |                               | Luisa Alžběta Francouzská          |  |  |  |  |  |  |  |                      |
|                                |                                     |  |                               |                                    |  |  |  |  |  |  |  |                      |
| Marie Luisa Neapolsko-Sicilská |                                     |  |                               |                                    |  |  |  |  |  |  |  |                      |
|                                |                                     |  |                               |                                    |  |  |  |  |  |  |  |                      |
|                                |                                     |  | František I. Štěpán Lotrinský |                                    |  |  |  |  |  |  |  |                      |
|                                |                                     |  |                               |                                    |  |  |  |  |  |  |  |                      |
|                                | Leopold II.                         |  |                               |                                    |  |  |  |  |  |  |  |                      |
|                                |                                     |  |                               |                                    |  |  |  |  |  |  |  |                      |
|                                |                                     |  |                               | Marie Terezie                      |  |  |  |  |  |  |  |                      |
|                                |                                     |  |                               |                                    |  |  |  |  |  |  |  |                      |
|                                | Karel Ludvík Rakousko-Těšínský      |  |                               |                                    |  |  |  |  |  |  |  |                      |
|                                |                                     |  |                               |                                    |  |  |  |  |  |  |  |                      |
|                                |                                     |  |                               | Karel III. Španělský               |  |  |  |  |  |  |  |                      |
|                                |                                     |  |                               |                                    |  |  |  |  |  |  |  |                      |
|                                | Marie Ludovika Španělská            |  |                               |                                    |  |  |  |  |  |  |  |                      |
|                                |                                     |  |                               |                                    |  |  |  |  |  |  |  |                      |
|                                |                                     |  |                               | Marie Amálie Saská                 |  |  |  |  |  |  |  |                      |
|                                |                                     |  |                               |                                    |  |  |  |  |  |  |  |                      |
|                                | Marie Terezie Izabela Rakouská      |  |                               |                                    |  |  |  |  |  |  |  |                      |
|                                |                                     |  |                               |                                    |  |  |  |  |  |  |  |                      |
|                                |                                     |  |                               | Karel Kristián Nasavsko-Weilburský |  |  |  |  |  |  |  |                      |
|                                |                                     |  |                               |                                    |  |  |  |  |  |  |  |                      |
|                                | Fridrich Vilém Nasavsko-Weilburský  |  |                               |                                    |  |  |  |  |  |  |  |                      |
|                                |                                     |  |                               |                                    |  |  |  |  |  |  |  |                      |
|                                |                                     |  |                               | Karolína Oranžsko-Nasavská         |  |  |  |  |  |  |  |                      |
|                                |                                     |  |                               |                                    |  |  |  |  |  |  |  |                      |
|                                | Jindřiška Nasavsko-Weilburská       |  |                               |                                    |  |  |  |  |  |  |  |                      |
|                                |                                     |  |                               |                                    |  |  |  |  |  |  |  |                      |
|                                |                                     |  |                               | Vilém Jiří z Kirchbergu            |  |  |  |  |  |  |  |                      |
|                                |                                     |  |                               |                                    |  |  |  |  |  |  |  |                      |
|                                | Luisa Isabela z Kirchbergu          |  |                               |                                    |  |  |  |  |  |  |  |                      |
|                                |                                     |  |                               |                                    |  |  |  |  |  |  |  |                      |
|                                |                                     |  |                               | Isabela Augusta Reuss Greiz        |  |  |  |  |  |  |  |                      |
|                                |                                     |  |                               |                                    |  |  |  |  |  |  |  |                      |